# 1691 az irodalomban
Az 1691. év az irodalomban.

## Új művek

### Drámák
- Bemutatják Jean Racine Atália (Athalie) című vallásos drámáját.
- Henry Purcell (zene) és John Dryden (libretto) zenedrámája, a King Arthur, or the British Worthy (Arthúr király) bemutatója Londonban.

## Születések
- február 3. – George Lillo angol drámaíró († 1739)
- február 27. – Edward Cave angol nyomdász, lapszerkesztő- és kiadó, az első modern magazin, a The Gentleman's Magazine megalapítója († 1754)